# Acacia tucumanensis
Acacia tucumanensis é uma espécie de leguminosa do gênero Acacia, pertencente à família Fabaceae.